# Temporada 2011 de GP2 Asia Series
La temporada 2011 de GP2 Asia Series fue la cuarta y última edición de este campeonato. En esta temporada se introduce un nuevo chasis, el Dallara GP2/11 fabricado por el constructor italiano Dallara. El subministrador del campeonato pasa de Bridgestone a Pirelli para 2011-13, usando los mismos neumáticos que la Fórmula 1. Esta temporada también vería a dos nuevas escuderías, Carlin y Team AirAsia.

## Escuderías y pilotos
| Escudería               | N.º | Piloto              | Rondas |
| ----------------------- | --- | ------------------- | ------ |
| iSport International    | 1   | Marcus Ericsson     | Todas  |
| iSport International    | 2   | Sam Bird            | Todas  |
| Arden International     | 3   | Josef Král          | Todas  |
| Arden International     | 4   | Jolyon Palmer       | Todas  |
| Lotus ART               | 5   | Jules Bianchi       | Todas  |
| Lotus ART               | 6   | Esteban Gutiérrez   | Todas  |
| Super Nova Racing       | 7   | Fairuz Fauzy        | Todas  |
| Super Nova Racing       | 8   | Johnny Cecotto Jr.  | Todas  |
| DAMS                    | 9   | Romain Grosjean     | Todas  |
| DAMS                    | 10  | Pål Varhaug         | Todas  |
| Scuderia Coloni         | 11  | Michael Herck       | Todas  |
| Scuderia Coloni         | 12  | James Jakes         | 1      |
| Scuderia Coloni         | 12  | Luca Filippi        | 2      |
| Ocean Racing Technology | 14  | Oliver Turvey       | Todas  |
| Ocean Racing Technology | 15  | Andrea Caldarelli   | Todas  |
| Barwa Addax Team        | 16  | Charles Pic         | Todas  |
| Barwa Addax Team        | 17  | Giedo van der Garde | Todas  |
| Trident Racing          | 18  | Stefano Coletti     | Todas  |
| Trident Racing          | 19  | Rodolfo González    | Todas  |
| Rapax                   | 20  | Fabio Leimer        | Todas  |
| Rapax                   | 21  | Julián Leal         | Todas  |
| Racing Engineering      | 22  | Nathanaël Berthon   | Todas  |
| Racing Engineering      | 23  | Dani Clos           | Todas  |
| Carlin                  | 24  | Mijaíl Alioshin     | Todas  |
| Carlin                  | 25  | Max Chilton         | Todas  |
| Team AirAsia            | 26  | Luiz Razia          | Todas  |
| Team AirAsia            | 27  | Davide Valsecchi    | Todas  |
| Fuente:                 |     |                     |        |

## Calendario
Se anunció que esta temporada contaría con sólo 3 rondas, la última de las cuales se disputará en el Circuito Internacional de Baréin. El 7 de octubre se anuncia el calendario definitivo.
| Ronda | Ronda | Circuito                                 | País                   | Fecha         |
| ----- | ----- | ---------------------------------------- | ---------------------- | ------------- |
| 1     | CL    | Circuito Yas Marina                      | Emiratos Árabes Unidos | 11 de febrero |
| 1     | CC    | Circuito Yas Marina                      | Emiratos Árabes Unidos | 12 de febrero |
| 2     | CL    | Circuito Internacional de Baréin, Sakhir | Baréin                 | 18 de febrero |
| 2     | CC    | Circuito Internacional de Baréin, Sakhir | Baréin                 | 19 de febrero |
| 3     | CL    | Circuito Internacional de Baréin, Sakhir | Baréin                 | 12 de marzo   |
| 3     | CC    | Circuito Internacional de Baréin, Sakhir | Baréin                 | 13 de marzo   |
| 4     | CL    | Autodromo Enzo e Dino Ferrari, Imola     | Italia                 | 19 de marzo   |
| 4     | CC    | Autodromo Enzo e Dino Ferrari, Imola     | Italia                 | 20 de marzo   |

## Resultados

### Entrenamientos

#### Pretemporada
| Circuito   | Fecha        | Sesión | Mejor clasificado   | Mejor clasificado   | Mejor clasificado |
| Circuito   | Fecha        | Sesión | Piloto              | Escudería           | Tiempo            |
| ---------- | ------------ | ------ | ------------------- | ------------------- | ----------------- |
| Yas Marina | 2 de febrero | Mañana | Stefano Coletti     | Trident Racing      | 1:54.161          |
| Yas Marina | 2 de febrero | Tarde  | Romain Grosjean     | DAMS                | 1:49.768          |
| Yas Marina | 3 de febrero | Mañana | Jules Bianchi       | Lotus ART           | 1:50.007          |
| Yas Marina | 3 de febrero | Tarde  | Giedo van der Garde | Barwa Addax Team    | 1:48.499          |
| Yas Marina | 6 de febrero | Mañana | Josef Král          | Arden International | 1:36.609          |
| Yas Marina | 6 de febrero | Tarde  | Michael Herck       | Scuderia Coloni     | 1:36.467          |
| Yas Marina | 7 de febrero | Mañana | Jules Bianchi       | Lotus ART           | 1:35.940          |
| Yas Marina | 7 de febrero | Tarde  | Davide Valsecchi    | Team AirAsia        | 1:36.159          |

### Temporada
| Ronda | Ronda | Ronda      | Fecha         | Pole position                                      | Vuelta rápida                                      | Piloto ganador                                     | Escudería ganadora                                 | Resultados                                         |
| ----- | ----- | ---------- | ------------- | -------------------------------------------------- | -------------------------------------------------- | -------------------------------------------------- | -------------------------------------------------- | -------------------------------------------------- |
| 1     | L     | Yas Marina | 11 de febrero | Romain Grosjean                                    | Jules Bianchi                                      | Jules Bianchi                                      | Lotus ART                                          | Resultados                                         |
| 1     | C     | Yas Marina | 12 de febrero |                                                    | Jules Bianchi                                      | Stefano Coletti                                    | Trident Racing                                     | Resultados                                         |
| –     | L     | Sakhir     | 18 de febrero | Rondas canceladas debido a las protestas en Baréin | Rondas canceladas debido a las protestas en Baréin | Rondas canceladas debido a las protestas en Baréin | Rondas canceladas debido a las protestas en Baréin | Rondas canceladas debido a las protestas en Baréin |
| –     | C     | Sakhir     | 19 de febrero | Rondas canceladas debido a las protestas en Baréin | Rondas canceladas debido a las protestas en Baréin | Rondas canceladas debido a las protestas en Baréin | Rondas canceladas debido a las protestas en Baréin | Rondas canceladas debido a las protestas en Baréin |
| –     | L     | Sakhir     | 12 de marzo   | Rondas canceladas debido a las protestas en Baréin | Rondas canceladas debido a las protestas en Baréin | Rondas canceladas debido a las protestas en Baréin | Rondas canceladas debido a las protestas en Baréin | Rondas canceladas debido a las protestas en Baréin |
| –     | C     | Sakhir     | 13 de marzo   | Rondas canceladas debido a las protestas en Baréin | Rondas canceladas debido a las protestas en Baréin | Rondas canceladas debido a las protestas en Baréin | Rondas canceladas debido a las protestas en Baréin | Rondas canceladas debido a las protestas en Baréin |
| 2     | L     | Imola      | 19 de marzo   | Romain Grosjean                                    | Romain Grosjean                                    | Romain Grosjean                                    | DAMS                                               | Resultados                                         |
| 2     | C     | Imola      | 20 de marzo   |                                                    | Romain Grosjean                                    | Dani Clos                                          | Racing Engineering                                 | Resultados                                         |

### Campeonato de Pilotos
| Pos. | Pilotos             | YMC | YMC | IMO | IMO | Puntos |
| ---- | ------------------- | --- | --- | --- | --- | ------ |
| 1    | Romain Grosjean     | 2   | Ret | 1   | 7   | 24     |
| 2    | Jules Bianchi       | 1   | 8   | 3   | Ret | 18     |
| 3    | Giedo van der Garde | 5   | 23  | 2   | 3   | 16     |
| 4    | Stefano Coletti     | 8   | 1   | 5   | Ret | 11     |
| 5    | Fabio Leimer        | 10  | 6   | 6   | 2   | 9      |
| 6    | Marcus Ericsson     | 4   | 3   | 10  | 16  | 9      |
| 7    | Davide Valsecchi    | 3   | 4   | DSQ | 17  | 9      |
| 8    | Michael Herck       | 13  | 5   | 4   | 5   | 9      |
| 9    | Dani Clos           | Ret | 22  | 7   | 1   | 8      |
| 10   | Josef Král          | 6   | 2   | 12  | 9   | 8      |
| 11   | Esteban Gutiérrez   | Ret | 12  | 11  | 4   | 3      |
| 12   | Sam Bird            | 7   | Ret | Ret | Ret | 2      |
| 13   | Pål Varhaug         | Ret | 20  | 13  | 6   | 1      |
| 14   | Fairuz Fauzy        | Ret | 15  | 8   | Ret | 1      |
| 15   | Johnny Cecotto Jr.  | 15  | 7   | 15  | 19  | 0      |
| 16   | Oliver Turvey       | 18  | 19  | 14  | 8   | 0      |
| 17   | Rodolfo González    | 11  | 9   | 9   | Ret | 0      |
| 18   | Charles Pic         | 9   | 21  | 20  | 11  | 0      |
| 19   | Jolyon Palmer       | 14  | 10  | 18  | Ret | 0      |
| 20   | Luca Filippi        |     |     | 22  | 10  | 0      |
| 21   | Andrea Caldarelli   | 16  | 11  | 17  | 12  | 0      |
| 22   | Max Chilton         | 12  | 18  | 21  | 15  | 0      |
| 23   | Nathanaël Berthon   | Ret | 14  | Ret | 13  | 0      |
| 24   | James Jakes         | 17  | 13  |     |     | 0      |
| 25   | Luiz Razia          | Ret | 16  | Ret | 14  | 0      |
| 26   | Julian Leal         | Ret | 17  | 16  | 18  | 0      |
| 27   | Mijaíl Alioshin     | Ret | 24  | 19  | 20  | 0      |
| Pos. | Pilotos             | YMC | YMC | IMO | IMO | Puntos |

| Color     | Resultado              |
| --------- | ---------------------- |
| Oro       | Ganador                |
| Plata     | 2.ª plaza              |
| Bronce    | 3.ª plaza              |
| Verde     | Finalizó en los puntos |
| Azul      | Finalizó sin puntos    |
| Azul      | NC - No clasificado    |
| Violeta   | Ret - No terminó       |
| Rojo      | DNQ - No se clasificó  |
| Negro     | DSQ - Descalificado    |
| Blanco    | DNS - No empezó        |
| Blanco    | WD - Retirado          |
| Blanco    | C - Carrera cancelada  |
| Sin color | DNP - No participó     |
| Sin color | INJ - Lesionado        |
| Sin color | EX - Excluido          |

| Estado  | Resultado |
| ------- | --- |
| Negrita | Pole position |
| Cursiva | Vuelta rápida puntuable, el piloto cumplió los requisitos para ser bonificado con uno o más puntos por lograr la vuelta rápida |
| †       | Abandona, pero clasifica al completar el porcentaje requerido para ello                                                        |

### Campeonato de Escuderías
| Pos. | Escudería               | N.º | YMC | YMC | IMO | IMO | Puntos |
| ---- | ----------------------- | --- | --- | --- | --- | --- | ------ |
| 1    | DAMS                    | 9   | 2   | Ret | 1   | 7   | 25     |
| 1    | DAMS                    | 10  | Ret | 20  | 13  | 6   | 25     |
| 2    | Lotus ART               | 5   | 1   | 8   | 3   | Ret | 22     |
| 2    | Lotus ART               | 6   | Ret | 12  | 11  | 4   | 22     |
| 3    | Barwa Addax Team        | 16  | 9   | 21  | 20  | 11  | 16     |
| 3    | Barwa Addax Team        | 17  | 5   | 23  | 2   | 3   | 16     |
| 4    | Trident Racing          | 18  | 8   | 1   | 5   | Ret | 11     |
| 4    | Trident Racing          | 19  | 11  | 9   | 9   | Ret | 11     |
| 5    | iSport International    | 1   | 4   | 3   | 10  | 16  | 11     |
| 5    | iSport International    | 2   | 7   | Ret | Ret | Ret | 11     |
| 6    | Rapax                   | 20  | 10  | 6   | 6   | 2   | 9      |
| 6    | Rapax                   | 21  | Ret | 17  | 16  | 18  | 9      |
| 7    | Team AirAsia            | 26  | Ret | 16  | Ret | 14  | 9      |
| 7    | Team AirAsia            | 27  | 3   | 4   | DSQ | 17  | 9      |
| 8    | Scuderia Coloni         | 11  | 13  | 5   | 4   | 5   | 9      |
| 8    | Scuderia Coloni         | 12  | 17  | 13  | 22  | 10  | 9      |
| 9    | Racing Engineering      | 22  | Ret | 14  | Ret | 13  | 8      |
| 9    | Racing Engineering      | 23  | Ret | 22  | 7   | 1   | 8      |
| 10   | Arden International     | 3   | 6   | 2   | 12  | 9   | 8      |
| 10   | Arden International     | 4   | 14  | 10  | 18  | Ret | 8      |
| 11   | Super Nova Racing       | 7   | Ret | 15  | 8   | Ret | 1      |
| 11   | Super Nova Racing       | 8   | 15  | 7   | 15  | 19  | 1      |
| 12   | Ocean Racing Technology | 14  | 16  | 11  | 17  | 12  | 0      |
| 12   | Ocean Racing Technology | 15  | 18  | 19  | 14  | 8   | 0      |
| 13   | Carlin                  | 24  | Ret | 24  | 19  | 20  | 0      |
| 13   | Carlin                  | 25  | 12  | 18  | 21  | 15  | 0      |
| Pos. | Escudería               | N.º | YMC | YMC | IMO | IMO | Puntos |

| Color     | Resultado              |
| --------- | ---------------------- |
| Oro       | Ganador                |
| Plata     | 2.ª plaza              |
| Bronce    | 3.ª plaza              |
| Verde     | Finalizó en los puntos |
| Azul      | Finalizó sin puntos    |
| Azul      | NC - No clasificado    |
| Violeta   | Ret - No terminó       |
| Rojo      | DNQ - No se clasificó  |
| Negro     | DSQ - Descalificado    |
| Blanco    | DNS - No empezó        |
| Blanco    | WD - Retirado          |
| Blanco    | C - Carrera cancelada  |
| Sin color | DNP - No participó     |
| Sin color | INJ - Lesionado        |
| Sin color | EX - Excluido          |

| Estado  | Resultado |
| ------- | --- |
| Negrita | Pole position |
| Cursiva | Vuelta rápida puntuable, el piloto cumplió los requisitos para ser bonificado con uno o más puntos por lograr la vuelta rápida |
| †       | Abandona, pero clasifica al completar el porcentaje requerido para ello                                                        |